# Crow (musikgrupp)
Crow är ett amerikanskt rockband bildat i Minneapolis, Minnesota 1967 och aktivt fram till 1972. Medlemmar i gruppen var Dave Wagner (sång),  Dick Weigand (gitarr), Larry Weigand (basgitarr) och Danny Craswell (trummor). Bandet återförenades 1980 och senare 1988 och turnerar fortfarande i USA.
Gruppen hade en hit 1969 med "Evil Woman (Don't You Play Your Games With Me)". Efter denna topp-20 hit hade de en mindre hit till, "Cottage Cheese". Black Sabbath gjorde i början på sin karriär en cover på "Evil Woman" som kanske i dagsläget är kändare än originalversionen.

## Medlemmar
Nuvarande medlemmar
- Dave Wagner – sång (1967–1971, 1980–1982, 1988– )
- Larry Wiegand – basgitarr, sång (1967–1972, 1988– )
- Norm Steffen – trummor (1988– )
- Jeff (Boday) Christensen – gitarr, sång (1980–1982, 1988– )
- Dave (Kink) Middlemist – keyboard, sång (1967–1972, 1988– )

Tidigare medlemmar
- Mick Stanhope – sång (1971–1972)
- Dick Wiegand – gitarr (1967–1972)
- Harry Nehls – trummor (1967–1969)
- Denny Craswell – trummor (1969–1972)
- Mike Mlazgar – trummor (1969)
- Chico Perez – slagverk (1971–1972)
- John Richardson – gitarr, sång (1980–1982)
- Denny Johnson – basgitarr (1980–1982)
- Robby Belleville – trummor (1980–1982)

## Diskografi
Studioalbum
- 1970 – Crow Music
- 1970 – Crow by Crow
- 1971 – Mosaic
- 1971 – Evil Woman
- 1981 – On the Run
- 2005 – Before the Storm

Samlingsalbum
- 1972 – Best of Crow
- 1992 – Evil Woman: The Best of Crow
- 2000 – Classics 1969–1972

Singlar
- 1969 – "Time To Make a Turn"
- 1969 – "Evil Woman (Don’t Play Your Games With Me)"
- 1970 – "Cottage Cheese"
- 1970 – "Slow Down"
- 1970 – "(Don’t Try To Lay No Boogie Woogie on The) King of Rock N' Roll"
- 1971 – "Watching Can Waste Up Time"
- 1971 – "Yellow Dawg"